# Dolfje Weerwolfje (film)
Dolfje Weerwolfje is een Nederlandse film uit 2011, gebaseerd op de gelijknamige boekenreeks van Paul van Loon. 

## Verhaal
Dolfje (Ole Kroes) verandert vanaf zijn zevende verjaardag bij volle maan in een wit pluizig dier: een weerwolf. Zijn pleegbroer (Maas Bronkhuyzen) vindt het wel cool en noemt hem daarom Dolfje Weerwolfje, maar Dolfje zelf is bang dat hij door zijn pleegouders verstoten zal worden. Hij komt ook op school in de problemen, omdat hij een jongen (overigens wel een pestkop) bijt, en buurvrouw Krijtjes, van wie Dolfje een kip heeft verslonden, zet een val. Ook is een probleem dat hij niet tegen zilver kan.
Het komt uit, maar hij wordt wel geaccepteerd door zijn pleegouders (zijn pleegvader houdt trouwens zelf ook van gek doen).

## Opnamen
De opnamen zijn gedaan in Hilversum, Dordrecht bij de Statenschool (februari, maart 2011), het Agnetapark in Delft en bij de gymzaal van Howest en het Astridpark in Brugge (april 2011). Ook zijn er delen in de studio opgenomen.

## Rolverdeling
- Ole Kroes - Dolfje Weerwolfje
- Maas Bronkhuyzen - Timmie Vriends
- Remko Vrijdag - vader Vriends
- Kim van Kooten - moeder Vriends
- Joop Keesmaat - opa Weerwolf
- Trudy Labij - mevrouw Krijtjes
- Nick Geest - Nico Pochmans
- Barbara Pouwels - moeder Pochmans
- Lupa Ranti - Noura
- Dewi Reijs - moeder van Noura
- Pim Muda - meester Frans
- Bianca Krijgsman - juf Jannie
- Kees Hulst - hoofdmeester Rutjes
- Ottolien Boeschoten - tante Wies
- Niek van der Horst - monteur
- Sieger Sloot - meneer van Dale
- Luc Theeboom - collega Ozdm
- René van 't Hof - blinde man
- Elske Falkena - mevrouw in rode jas
- Fons Merkies - vader in het publiek
- Tamara Bos - moeder in het publiek
- Sofie Ott de Vries - Karin
- Zinedin el Bouzghibati - Achmed
- Max Cligge - vriendje Timmie
- Pol Coronel - Maarten
- Twan van Tunen - Theo

### Stemacteurs
- Java Siegertsz - vertelster
- Tygo Gernandt - dierengeluiden Dolfje